# Lista de filmes found footage
Esta é uma lista de filmes de found footage organizada alfabeticamente.
Found Footage (Fitas-encontradas) é um sub-gênero de filmes gravados na ótica do protagonista ou antagonistas. normalmente filmagens amadoras (pouca experiência) o sub-gênero foi criado na década de 1980, o gênero sugere filmagens desenvolvidas por câmeras simples (VHS) esses filmes se passam por documentários, pelo fato de serem criados de forma amadora, como pesquisa de faculdades.

## A
- A Bruxa de Blair[1]
- A Bruxa de Blair 2 - O Livro das Sombras[2]
- A Filha do Mal[2]
- A Pirâmide
- Apollo 18 - A Missão Proibida[2]
- A Última Transmissão[3]
- Atividade Paranormal[2]
- Atividade Paranormal 2[2]
- Atividade Paranormal 3[2]
- Atividade Paranormal 4[2]
- Atividade Paranormal em Tóquio
- Atividade paranormal marcados pelo mal
- Área 51[4]
- Atrocious[4]
- Amizade Desfeita
- Assim na terra como no inferno
- A Possessão de Deborah Logan
- A Visita
- A Casa dos Mortos
- As Fitas de Poughkeepsie (2007)[5]
- Área 51[6]
- A Possessão de Deborah Logan (2014 [7]
- Abdução (2014)[8]
- Poder Sem Limites (2012) [9]
- Long Pigs (2007)[10]

## B
- Blackwood Evil[11]

## C
- Cloverfield - Monstro[2]
- Creep (2014)[12]

## D
- Delivery}[4]
- Desaparecidos (filme brasileiro)[13]
- Diário dos Mortos[2]
- Distrito 9

## E
- El Sanatorio
- Estranhas Criaturas
- Evidence
- Evil Things
- Exhibit A
- Eyes in the Dark
- Eles Existem
- Estranhas Criaturas (1998)[14]

## F
- Fenômenos Paranormais
- Fenômenos Paranormais 2

## H
- Haunted Changi
- Holocausto Canibal
- Hollow
- Home Movie[3]

## I
- Inatividade Paranormal[2]
- Incident at Loch Ness

## J
- June 9

## M
- Marcados para Morrer[2]
- Megan Is Missing
- Monster - Desejo Assassino

## O
- O Caçador de Troll[3]
- O Desaparecimento de Megan[15]
- O Túnel
- O Último Exorcismo[2]
- O Último Exorcismo 2[2]
- O Último Episódio ? [16]

## P
- Poder sem Limites
- Projeto X - Uma Festa Fora de Controle (2012)
- Projeto Dinossauro
- Projeto Almanaque

## Q
- Quarentena[2]

## R
- REC
- REC 2: Possuídos[2]
- REC 3: Gênesis
- REC 4: Apocalipse

## S
- Strawberry Estates
- Septem8er Tapes

## T
- The Feed
- The Poughkeepsie Tapes[3]

## U
- Unaware

## V
- V/H/S
- Vampires
- Video X: The Dwayne and Darla-Jean

## W
- World of the Dead
- Willow Creek